# Inerciální vztažná soustava
Jako inerciální vztažná soustava se ve fyzice označuje taková vztažná soustava, v níž platí 1. Newtonův pohybový zákon, tj. těleso, na které nepůsobí žádná síla nebo výslednice sil je nulová, je v klidu nebo se pohybuje rovnoměrně přímočaře. Platí zde zákon setrvačnosti a každá vztažná soustava, je-li vzhledem k dané inerciální soustavě v klidu nebo pohybu rovnoměrném přímočarém, je rovněž inerciální. Jako příklad můžeme uvést stěny vagonu, který se pohybuje po přímé trati stálou rychlostí.
Soustavy, v nichž neplatí 1. Newtonův pohybový zákon, se nazývají neinerciální vztažné soustavy.

## Vlastnosti
Všechny inerciální vztažné soustavy jsou vůči sobě v klidu nebo v rovnoměrném přímočarém pohybu.
Ve všech inerciálních vztažných soustavách probíhají fyzikální děje stejně (platí pro ně stejné fyzikální zákony). Z toho plyne, že je jedno, v které soustavě děje zkoumáme, všechny jsou pro fyzikální zkoumání rovnocenné.

### Lagrangeova funkce
Uvažujme volnou částici, jejíž Lagrangeova funkce je {\displaystyle {\mathcal {L}}(\mathbf {r} ,{\dot {\mathbf {r} }},t)}. V inerciální vztažné soustavě jsou na tento lagrangián kladeny některé omezující podmínky. V inerciální soustavě je totiž prostor homogenní a izotropní a čas je homogenní.
Homogenita prostoru znamená, že různé polohy v prostoru jsou ekvivalentní. Je-li tedy prostor homogenní, pak při posunutí o vektor {\displaystyle \mathbf {R} } budou mít fyzikální zákony stejný tvar. Homogenita prostoru má za následek, že Lagrangeova funkce {\displaystyle {\mathcal {L}}} je nezávislá na {\displaystyle \mathbf {r} }, tzn.
{\displaystyle {\frac {\partial {\mathcal {L}}}{\partial \mathbf {r} }}=0}.
Homogenita času znamená, že různé časové okamžiky jsou ekvivalentní. Je-li tedy čas homogenní, pak při posunutí o {\displaystyle \tau } (tedy do budoucnosti nebo do minulosti) budou mít fyzikální zákony stejný tvar. Homogenita času má za následek, že Lagrangeova funkce {\displaystyle {\mathcal {L}}} je nezávislá na {\displaystyle t}, tzn.
{\displaystyle {\frac {\partial {\mathcal {L}}}{\partial t}}=0}.
Izotropie prostoru znamená, že různé prostorové směry jsou ekvivalentní. Je-li tedy prostor izotropní, pak fyzikální zákony budou mít stejný tvar při pootočení o libovolný úhel. Izotropie prostoru má za následek, že Lagrangeova funkce {\displaystyle {\mathcal {L}}} je závislá pouze na velikosti rychlosti a nikoliv na jejím směru. Lagrangián tedy nezávisí na {\displaystyle {\dot {\mathbf {r} }}}, ale na {\displaystyle v^{2}}.
V inerciální soustavě tedy platí
{\displaystyle {\mathcal {L}}={\mathcal {L}}(v^{2})}.
Z předchozího a z Lagrangeovy rovnice plyne
{\displaystyle {\frac {\mathrm {d} }{\mathrm {d} t}}{\frac {\partial {\mathcal {L}}}{\partial {\dot {\mathbf {r} }}}}=0}
Integrací tohoto vztahu dostaneme
{\displaystyle {\frac {\partial {\mathcal {L}}}{\partial {\dot {\mathbf {r} }}}}={\text{konst.}}}
Tato rovnice představuje podmínky na {\displaystyle {\dot {\mathbf {r} }}}, na jejímž základě lze položit
{\displaystyle {\dot {\mathbf {r} }}={\text{konst.}}}
V inerciální soustavě se tedy rychlost {\displaystyle {\dot {\mathbf {r} }}} nemění, což je obsahem formulace zákona setrvačnosti.
Přejdeme-li od inerciální soustavy S k jiné soustavě S′  Galileiho transformací, pak soustava S′  bude také inerciální a bude v ní také platit {\displaystyle {\dot {\mathbf {r} }}={\mbox{konst}}}. Skutečnost, že ve všech inerciálních soustavách jsou vlastnosti prostoru a času stejné a všechny zákony mechaniky v nich mají stejný tvar, je obsahem tzv. klasického (Galileiova) principu relativity.

## Volba soustavy souřadnic
Souřadnice lze v daném inerciálním systému volit libovolně. Obvykle se volí takový systém souřadnic, který umožňuje zjednodušení matematického popisu sledovaného jevu.
Nejběžnější je taková volba souřadnic, při níž je sledované těleso, resp. jeho hmotný střed, v počátku souřadnicového systému. V některých případech lze vhodnou volbou přejít od popisu pohybu v prostoru k popisu rovinného pohybu, či dokonce k ještě jednoduššímu případu pohybu po přímce.
V inerciálních soustavách se používá především kartézský, sférický nebo cylindrický systém souřadnic pro popis prostorového pohybu. Pro popis rovinného pohybu se používá kartézský a polární systém souřadnic.
Pokud je určitý pohyb popsán v nějaké inerciální soustavě, lze vhodnou transformací souřadnic provést přechod k jiné inerciální soustavě.